# Зомброво (Вармінсько-Мазурське воєводство)
Зомброво (пол. Ząbrowo, нім. Sommerau) — село в Польщі, у гміні Ілава Ілавського повіту Вармінсько-Мазурського воєводства.
Населення — 1110 осіб (2011).

## Демографія
Демографічна структура станом на 31 березня 2011 року:
|          | Загалом | Допрацездатний вік | Працездатний вік | Постпрацездатний вік |
| -------- | ------- | ------------------ | ---------------- | -------------------- |
| Чоловіки | 547     | 136                | 375              | 36                   |
| Жінки    | 563     | 156                | 325              | 82                   |
| Разом    | 1110    | 292                | 700              | 118                  |